# Kanton Saint-Sauveur
Saint-Sauveur is een voormalig kanton van het Franse departement Haute-Saône. Het kanton maakte deel uit van het arrondissement Lure. Het werd opgeheven bij decreet van 17 februari 2014 met uitwerking op 22 maart 2015.

## Gemeenten
Het kanton Saint-Sauveur omvatte de volgende gemeenten:
- Ailloncourt
- Baudoncourt
- Breuches
- Breuchotte
- Brotte-lès-Luxeuil
- La Chapelle-lès-Luxeuil
- La Corbière
- Citers
- Dambenoît-lès-Colombe
- Éhuns
- Esboz-Brest
- Froideconche
- Lantenot
- Linexert
- Magnivray
- Ormoiche
- Rignovelle
- Sainte-Marie-en-Chaux
- Saint-Sauveur (hoofdplaats)
- Visoncourt